# Att leva (film, 1994)
Att leva (originaltitel: 活着, Huozhe) är en kinesisk dramafilm från 1994 i regi av Zhang Yimou. Den är baserad på romanen Att leva från 1992 av Yu Hua.

## Handling
Filmen handlar om Fugui (spelad av Ge You), hans fru Jiazhen (Gong Li) och deras familj under tre decennier. Fugui kommer från en rik familj, men han spelar bort familjens förmögenhet och hus. Jiazhen måste börja arbeta för att försörja sig själv och barnen. De får genomleva den kommunistiska revolutionen 1949, Det stora språnget och kulturrevolutionen.

## Medverkande
- Ge You – Fugui Xu
- Gong Li – Jiazhen Xu
- Niu Ben – Town Chief
- Guo Tao – Chunsheng
- Jiang Wu – Erxi Wan

## Om filmen
- 1994 Zhang Yimou fick Juryns stora pris vid Cannesfestivalen. You Ge fick priset för bästa skådespelare.
- 1995 fick filmen BAFTA:s pris för bästa film på icke-engelskt språk.
- Filmen förbjöds i Folkrepubliken Kina.